# 寧德公主
寧德公主，名朱徽妍，（1610年前－？）明朝公主，明光宗第六女，母亲是傅懿妃。
天啟六年，其异母兄明熹宗冊封其為宁德长公主，并選南城兵马指挥司副指挥刘宗正男刘有福为驸马都尉，并於同年四月成婚。
明朝灭亡后，公主驸马夫妇相依而生，清朝康熙年间以高龄去世。清初史学家谈迁在拜访吴伟业时，吴伟业示《萧史青门曲》，诗中以宁德公主夫妇为主，描述亡国皇族的生活遭遇。